# A Canção de Lisboa
A Canção de Lisboa (1933) é um filme português de comédia realizado por José Cottinelli Telmo, tendo por protagonistas Vasco Santana, Beatriz Costa, António Silva, Teresa Gomes, Sofia Santos, Manoel de Oliveira, Alfredo Silva, Eduardo Fernandes, Ana Maria, Manuel Santos Carvalho e Silvestre Alegrim.
Foi a segunda longa metragem sonora portuguesa (a primeira foi A Severa; uma cinebiografia de 1931 da fadista Maria Severa Onofriana). Foi a primeira longa-metragem totalmente produzida em Portugal, nos laboratórios da Lisboa Filme e com equipamento Tobis. Estreou no Teatro São Luiz de Lisboa a 7 de Novembro de 1933, sendo a primeira de uma longa série de comédias populares genericamente designadas por comédia à portuguesa.
Na equipa estiveram alguns dos maiores nomes da cultura portuguesa da época, como o pintor Carlos Botelho (creditado como assistente de direcção) e o poeta José Gomes Ferreira (assistente de redacção). O artista Almada Negreiros foi autor de ambos os cartazes promocionais. A Canção de Lisboa continua a ser um clássico do cinema em Portugal, e várias das suas linhas e canções entraram na gíria comum dos portugueses.

## Elenco
- Vasco Santana - Vasco Leitão
- Beatriz Costa - Alice Costa
- António Silva - Caetano Costa, alfaiate
- Teresa Gomes - Tia Perpétua Rocha
- Sofia Santos - Tia Efigénia Rocha
- Manoel de Oliveira - Carlos
- Alfredo Silva - Sapateiro
- Eduardo Fernandes - Quicas
- Ana Maria - Maria da Graça
- Manuel Santos Carvalho - Alexandrino, dono do Retiro
- Silvestre Alegrim - João, criado do Retiro
- Maria Albertina - Fadista
- Carlos Deus - Polícia
- Henrique Alves - Júri
- José Santos - Júri
- José Victor - Examinador
- Guimarães Frazão - Examinador

## Produção
Foi um filme que, na época, obteve grande sucesso e êxito do público, não apenas em Portugal mas também nos então territórios de Ultramar e Brasil. Esse êxito deveu-se em parte ao carácter tipicamente português das personagens e das situações que permitia a total identificação dos espectadores com o filme. E em parte à introdução de canções que rapidamente se tornaram populares, não só neste filme mas em todos os outros do género. Por isso, estas comédias são clássicos do cinema português, onde nunca se deixaram de ver e rever até aos dias de hoje. A Canção de Lisboa não é apenas pioneiro deste género cinematográfico como também um dos melhores. Por ter sido considerado um objecto de prestígio, o valor dos bilhetes foi mais dispendioso do que o habitual. O sucesso alcançado foi de tal forma retumbante, que as receitas do filme permitiram, inclusive, pagar uma grande parte das instalações da Tóbis que se encontravam então em construção.
Para além dos actores, outros grandes nomes da arte portuguesa marcaram a produção deste filme, por exemplo, os cartazes: Nada menos que três foram concebidos por Almada Negreiros. Outra participação enaltecedora deste magnífico filme foi a de Manoel de Oliveira então no começo da sua carreira cinematográfica como realizador, aparece neste filme como actor, interpretando Carlos, o melhor amigo do actor principal Vasco Santana.
A Canção de Lisboa, pilar do cinema português, ironicamente não foi realizado por um cineasta mas sim por um conhecido arquitecto José Cottinelli Telmo, tendo aliás sido o único filme por ele realizado. O uso do espaço em Lisboa, tanto em cenários de estúdio como em cenários naturais, é característico da sabedoria de um arquitecto. A cena exterior em que Vasco Santana canta o famoso «Fado do Estudante», por exemplo, foi filmada na esplanada do último piso da Cervejaria Portugália na Avenida Almirante Reis, um edifício do começo do século XX. 
Por todos este motivos A Canção de Lisboa é um clássico e ao mesmo tempo um filme único que ficará para sempre como marco e testemunho da evolução cinematográfica portuguesa.

## Enredo

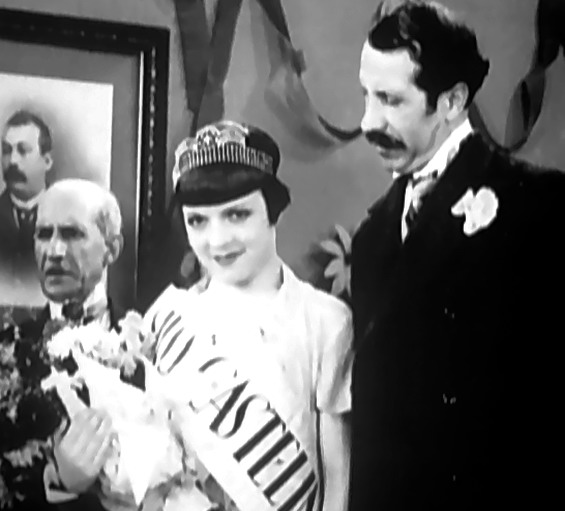
Alice (Beatriz Costa), "Miss Castelinho".

Vasco Leitão (Vasco Santana), boémio e cábula, estuda na Faculdade de Medicina de Lisboa e vive da mesada das tias ricas, Perpétua Rocha (Teresa Gomes) e Efigénia Rocha (Sofia Santos), a quem já mandou dizer um ror de vezes que era doutor, exercendo num riquíssimo consultório. As tias que vivem na província, em Trás-os-Montes, nunca vieram à capital e ignoram a realidade do sobrinho. Pois não sabem que Vasco prefere os retiros e os arraiais, folgar e cantar o fado. Sendo ele um audaz conquistador das raparigas, conquistou Alice Costa (Beatriz Costa), uma costureira do Bairro dos Castelinhos, o que não agrada ao pai, o Alfaiate Caetano Costa (António Silva), pois sabe que ele é um boémio e que nunca mais há de assentar. Os azares de Vasco são constantes ao longo das suas peripécias - no mesmo dia em que reprova o exame de final de curso, recebe uma carta das tias onde lhe anunciam uma visita, a fim de conhecer a Lisboa que ainda não viram e de admirar a riqueza que promoveram ao sobrinho.

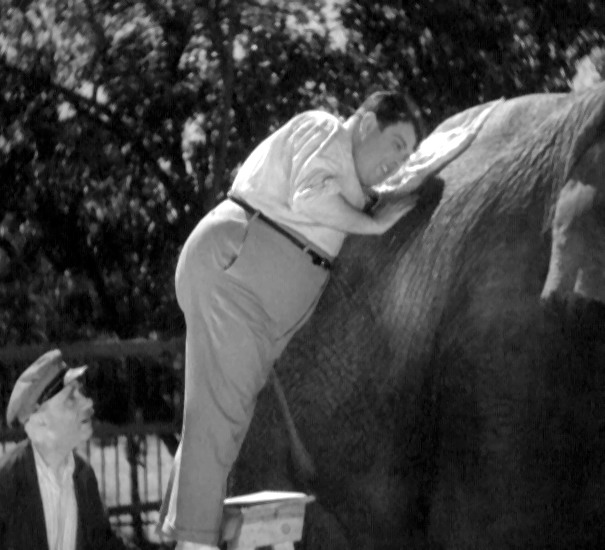
"Diga 33, não, você é muito grande, diga antes 33.333".

Chegadas a Lisboa, as tias, são roubadas e desmaiam. Incitado por Quicas (Eduardo Fernandes), Vasco é obrigado a transportar as tias desmaiadas na tipóia da tourada, mas as tias, entretanto, voltam ao estado consciente e apercebendo-se do seu transporte sentem-se indignadas e zangam-se com Vasco. Para apaziguar o sucedido, Vasco alia-se a Caetano e este mente às tias dizendo que Vasco é um sábio e um excelente médico, mas ele desconhece que o alfaiate actua com o interesse de "comer o dinheiro às velhotas", como profere o Sapateiro aquando da sua união com o alfaiate para deserdar Vasco, ficando eles com a herança. 

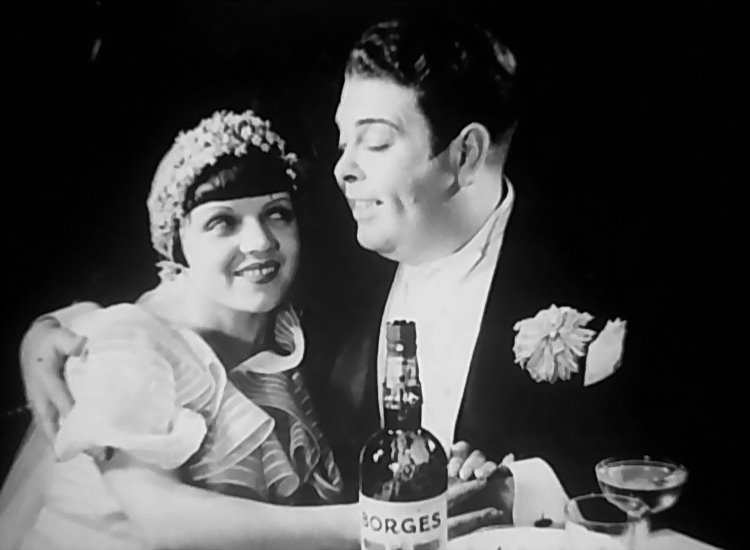
Casamento.

As tias, já desconfiadas, descobrem o embuste de Vasco, quando este não tendo nenhum consultório para lhes mostrar as leva ao Jardim Zoológico, onde é confundido com o Veterinário, consultando todos os animais do Zoo, pois cada consulta vale 20 escudos e Vasco aproveita a confusão para ganhar alguns "macacos", como ele diz ao empregado do Zoo, o Sr. Carneiro, que o acompanha nesta peripécia. Assim, sem a fortuna das tias, apercebe-se da miséria, sendo salvo por Carlos (Manoel de Oliveira), seu grande amigo, que lhe arranja num retiro de fado, o do Alexandrino (Manuel Santos Carvalho), ocupação como fadista. É aclamado tanto na sua carreira de fadista como na de estudante, indo a exame onde aprova, finalmente, com 20 valores, o curso de Medicina - "ele até sabe o que é o maistoideu" - tornando-se então médico, casa com Alice, tendo entretanto feito as pazes com as tias. É respeitado e idolatrado por todos.

## Sucesso na televisão
Este filme foi o quinto filme a ser transmitido na RTP, na Terça-Feira, 9 de Abril de 1957, às 21h33, a seguir à abertura da emissão. O sucesso foi tão grande, que muitos telespectadores, incluindo o Presidente do Conselho, pediram a reposição do filme através de cartas escritas à RTP. Perante isto, o filme foi retransmitido mais tarde, e desde aí, tem sido o filme português com o maior número de transmissões neste canal, ao lado de O Grande Elias de 1950. Muitas vezes este filme foi incluído nos programas de Páscoa e de Natal da RTP durante o Estado Novo. Depois do 25 de Abril, ao contrário do que era esperado, pois muitos portugueses alcunhavam os artistas antigos de "fascistas", por terem colaborado com o Estado Novo, o filme foi reposto na televisão em 1975, com o mesmo sucesso de sempre. E ainda hoje, muitos telespectadores da TV consideram este filme um dos melhores filmes de sempre.

## Musical
Em 2005 foi adaptado por Filipe La Féria para peça de teatro musical.
A Canção de Lisboa, Musical, é um musical de Filipe La Féria. É uma homenagem a Lisboa e à comédia portuguesa, que precisamente nasceu com este filme.
Filipe La Féria é também responsável pela cenografia proporcionadora dum ambiente típico da Lisboa dos anos 30 onde não faltam arraiais, fados e fadistas, marchas populares, arquitectura típica, varinas, marinheiros e tantas outras personagens que tão bem caracterizam e captam A Canção de Lisboa de José Cottinelli Telmo, absorvida na essência da Lisboa da altura.
Esta Canção de Lisboa baseia-se no argumento de José Galhardo, Vasco Santana e Alberto Barbosa, tem música de Raul Ferrão e Raul Portela e figurinos de Vitor Pavão dos Santos, e um elenco com mais de cinquenta actores, bailarinos e músicos, entre eles a cantora Anabela e a actriz Sofia Duarte Silva (Alice Costa), Miguel Dias (Vasco Leitão), Nuno Guerreiro (Caetano Costa), ao lado da grande Manuela Maria que interpreta uma das tias de Vasco vinda da província, Joel Branco, Tiago Diogo, Rosa Areia, David Ventura, António Leal, Tatiana Baló e Inês Santos.